# Nolina
Nolina (hrvatski oblik je također nolina, lat. Nolina), rod cvjetnica, manjih stabala iz porodice šparogovki, dio potporodice Nolinoideae. Postoji 30 vrsta koje rastu po jugu Sjedinjenih država i Meksiku.
U rod je nekada uključivana i sukulentna biljka slonovo stopalo ili slonova noga (Beaucarnea recurvata).

## Vrste
1. Nolina arenicola Correll
2. Nolina atopocarpa Bartlett
3. Nolina azureogladiata D.Donati
4. Nolina beldingii Brandegee
5. Nolina bigelovii (Torr.) S.Watson
6. Nolina brittoniana Nash
7. Nolina cespitifera Trel.
8. Nolina cismontana Dice
9. Nolina durangensis Trel.
10. Nolina erumpens (Torr.) S.Watson
11. Nolina excelsa García-Mend. & E.Solano
12. Nolina georgiana Michx.
13. Nolina greenei S.Watson ex Wooton & Standl.
14. Nolina hibernica Hochstätter & D.Donati
15. Nolina humilis S.Watson
16. Nolina interrata Gentry
17. Nolina juncea (Zucc.) J.F.Macbr.
18. Nolina lindheimeriana (Scheele) S.Watson
19. Nolina matapensis Wiggins
20. Nolina micrantha I.M.Johnst.
21. Nolina microcarpa S.Watson
22. Nolina nelsonii Rose
23. Nolina palmeri S.Watson
24. Nolina parryi S.Watson
25. Nolina parviflora (Kunth) Hemsl.
26. Nolina pollyjeanneae Hochstätter
27. Nolina pumila Rose
28. Nolina rigida Trel.
29. Nolina texana S.Watson
30. Nolina watsonii (Baker) Hemsl.